# Liste von Bibliografien
Hier erfolgt eine Auflistung von Bibliografien und bibliographischen Nachschlagewerken. Bibliografien finden sich auch als Literaturangaben in Literaturverzeichnissen.

## Nationalbibliographien
Deutschland
- Deutsche Nationalbibliographie
  - VD 16
  - VD 17
  - VD 18
  - Gesamtverzeichnis des deutschsprachigen Schrifttums

Österreich
- Österreichische Bibliographie

Schweiz
- Das Schweizer Buch

Großbritannien
- British National Bibliography
- English Short Title Catalogue

Italien
- Censimento nazionale delle edizioni italiane del XVI secolo

Flandern (Belgien)
- Kurztitelkatalog Flandern

## Regionalbibliografien
- Landesbibliographie Baden-Württemberg
- Bayerische Bibliographie
- Hessische Bibliographie
- Landesbibliographie Mecklenburg-Vorpommern
- Niedersächsische Bibliographie (mit Bremen)
- Nordrhein-Westfälische Bibliographie
- Rheinland-Pfälzische Bibliographie
- Saarländische Bibliographie
- Sächsische Bibliographie
- Virtuelle Deutsche Landesbibliographie

## Fachbibliographien
Allgemeines
- French Vernacular Books
- Internationale Bibliographie zur Papiergeschichte

 Ägyptologie
- Topographical Bibliography of Ancient Egyptian Hieroglyphic Texts, Statues, Reliefs and Paintings

 Altertumswissenschaft
- L’Année philologique
- ZENON

Astronomie
- Astronomischer Jahresbericht

Bibliothekswesen
- Bibliographie der Buch- und Bibliotheksgeschichte

Biografie
- Deutsches biographisches Generalregister

Geschichte
- Bibliographie der Schweizergeschichte
- Litdok Ostmitteleuropa
- RI-Opac

Informatik
- Digital Bibliography & Library Project

Linguistik
- Analytic Bibliography of Online Neo-Latin Texts
- Bibliographie zur deutschen Grammatik
- Bibliographie der französischen Literaturwissenschaft
- MLA International Bibliography
- Die niederdeutsche Literatur (vormals: Plattdeutsche Bibliographie und Biographie)
- Romanische Bibliographie

Medizin
- MEDLINE

Musikwissenschaft
- Bibliographie des Musikschrifttums
- Progressive Rock Bibliography
- Répertoire International de Littérature Musicale

Numismatik
- Numismatische Bibliographie

Politikwissenschaft
- Annotierte Bibliografie der Politikwissenschaft

Psychologie
- PSYNDEX

Theologie
- Biographisch-Bibliographisches Kirchenlexikon
- Index Islamicus
- Index Theologicus
- Judaica-Portal Berlin-Brandenburg
- Index Librorum Prohibitorum
- Religionswissenschaftliche Bibliographie
- Virtueller Katalog Theologie und Kirche

## Bibliografische Datenbanken und Literaturdatenbanken
- Deutsche Digitale Bibliothek
- Bielefeld Academic Search Engine
- hbz-Verbunddatenbank
- Karlsruher Virtueller Katalog
- WorldCat

## Bibliographische Suchmaschinen für Zeitschriften
- Elektronische Zeitschriftenbibliothek
- Zeitschriftendatenbank

## Bibliothekskataloge
- Gateway Bayern
- Hannoversches Online-Bibliothekssystem
- hbz-Verbunddatenbank
- LIBRIS
- Swissbib

Mittelalterliche Bibliothekskataloge
- Mittelalterliche Bibliothekskataloge
- Mittelalterliche Bibliothekskataloge Deutschlands und der Schweiz
- Mittelalterliche Bibliothekskataloge Österreichs

## Buchhandelsverzeichnisse
- Verzeichnis Lieferbarer Bücher

## Verzeichnisse historischer Druckschriften
- Liste der Verzeichnisse historischer Druckschriften

## Nachlässe
- Kalliope-Verbund
- KOOP-LITERA international
- Zentrale Datenbank Nachlässe